# Dayella malabarica
Dayella malabarica is een  straalvinnige vissensoort uit de familie van haringen (Clupeidae). De wetenschappelijke naam van de soort is voor het eerst geldig gepubliceerd in 1873 door Day.
De soort staat op de Rode Lijst van de IUCN als niet bedreigd, beoordelingsjaar 2010.